# 万寿寺駅
万寿寺駅（ばんじゅじえき）は中華人民共和国北京市海淀区に位置する北京地下鉄16号線の駅。

## 駅構造
島式ホーム1面2線を有する地下駅である。

## 駅周辺
- シャングリ・ラ ホテル 北京

## 歴史
- 2020年12月31日 - 開業。[1]

## 隣の駅
北京地下鉄
■16号線
蘇州橋駅 - 万寿寺駅 - 国家図書館駅